# Cassipourea celastroides
Cassipourea celastroides là một loài thực vật có hoa trong họ Rhizophoraceae. Loài này được Alston mô tả khoa học đầu tiên năm 1922.